# Shanty Point
Der Shanty Point ist eine Landspitze an der Loubet-Küste des Grahamlands auf der Antarktischen Halbinsel. Sie liegt westlich der Mündung des Cardell-Gletschers in die Ensenada Aguayo, eine Nebenbucht der Darbel Bay.
Luftaufnahmen der Hunting Aerosurveys Ltd. aus den Jahren von 1955 bis 1957 dienten dem Falkland Islands Dependencies Survey für eine Kartierung. Das UK Antarctic Place-Names Committee benannte die Landspitze so, da ein dort befindlicher Felsquader aus der Ferne betrachtet aussieht wie eine Hütte (englisch shanty) aussieht.